# Werner Gruppe
Werner Gruppe (* 24. November 1920; † 1. Januar 2009) war ein deutscher Agrarwissenschaftler, der die schwachwachsenden Kirschenunterlagen aus der GiSelA-Familie züchtete.
1963 wurde Werner Gruppe an die Justus-Liebig-Universität Gießen berufen, wo er den Aufbau des „Instituts für Obstbau“ mit Versuchsfeldern in Heldenbergen und Leihgestern leitete.
Von 1965 bis 1971 wurden über 800 inter- und intrasektionelle Kreuzungen durchgeführt. In den folgenden Jahren wurden die vielversprechendsten Unterlagen selektiert.
1981 wurde Gi 148/2 aus einer Kreuzung von Prunus cerasus und Prunus canescens gefunden. Sie ist unter dem heutigen Namen GiSelA 5 die meistgepflanzte Kirschenunterlage in Europa. Der Name GiSeLa steht für „Gießener-Selektion-Ahrensburg“ und rührt von Gruppes Mitarbeiterin Hanna Schmidt her, die später an die Bundesanstalt für Züchtungsforschung Ahrensburg ging und die Arbeiten dort fortsetzte. Aktuelle Lizenzerträge fließen in die "Gisela-Stfitung" der Universität Gießen ein.